# 専称寺 (柏崎市)
専称寺（せんしょうじ）は、新潟県柏崎市にある時宗の寺院。

## 歴史
1293年（永仁元年）、他阿真教によって開山された。他阿の越後国遊行の際に創建された。以来、越後北条氏の菩提寺として崇敬を集めた。
御館の乱の際、越後北条氏は上杉景虎側につき敗北、当主の北条高広は逃亡、子の景広は討死にした。主を失った北条城は最終的に開城することになるが、その際に当寺住職が仲介したという。

## 文化財
- 専称寺牡丹文彫髹漆前机（柏崎市指定文化財 昭和48年8月1日指定）[3]
- 専称寺竹双雀文蒔絵文台・硯筥（柏崎市指定文化財 昭和48年8月1日指定）[3]
- 専称寺一遍上人絵詞伝（柏崎市指定文化財 昭和48年12月1日指定）[3]

## 交通アクセス
- 安田駅より徒歩30分。